# Високе Татре
Високе Татре (слч. Vysoké Tatry, пољ. Tatry Wysokie) су планински ланац и највиши део Татра и свих Карпата. Налазе се северно од Ниских Татра од којих их дели долина реке Вах. Највиша тачка је Герлаховски штит, 2.655 m.
Главни део са свим највишим врховима планине налазе се у Словачкој. Њихов највиши врх је такође највиши врх Словачке. Налази се ту и највиша тачка Пољске, врх Риси. Многе ретке и ендемске животиње и биљне врсте живе на Високим Татрама. Велике животиње као што су медвед, рис, куна, вук и лисица живе на планини.
Подручје је познато по зимским спортовима. Највећа скијалишта су Штрбске плесо, Стари Смоковец, Татранска Ломница у Словачкој и Закопане у Пољској.
Татрански национални парк (Tatranský národný park) у Словачкој основан је 1948. док пољски Татрански национални парк (Tatrzański Park Narodowy) 1954.

## Врхови
Најпознатији планински врхови Високих Татра су:
- Герлаховски штит, 2.655 m
- Ломницки штит, 2.634 m
- Мали Љадови штит, 2.632 m
- Задњи Герлах, 2.616 m
- Риси, 2.499 m
- Кривањ, 2.495 m
- Копровски штит, 2.363 m
- Висока, 2.547 m
- Јахњаци штит, 2.230 m

## Долине
У Високим Татрама има 23 долине, већина на словачкој страни.

## Језера
Највеће, Морскје око с површином 34,50 ha, дубином 50,8 m, 1.395,4 m нмв, налази се на пољској страни. Најдубље је Вељке Хинцово плесо (20,08 ha, 53 m, 1.946 m) које се налази у Словачкој. Веома популарна су Штрбске плесо и Попрадске плесо.

## Слапови
Најпознатији слапови налазе се на Студеном потоку. Највећи, али не највиши, слап на пољској страни је Сиклава. Његова висина је 64—70 m, док нагиб око 35°.

## Градови
На територији Високих Татра налази се једини град, Високе Татре који је полазна тачка за излете у Високе Татре.

## Наука
У Високим Татрама налазе се две основне астрономске опсерваторије Словачке: опсерваторија Скалнате плесо и опсерваторија Ломницки штит.